# Митрофанушка (персонаж)
Митрофанушка (Митрофан, в переводе с греческого языка «являющий собой мать», «матерью данный», Митрофан Терентьевич Простаков) — главный герой комедии Д. И. Фонвизина «Недоросль», молодой человек — невежа и невежда, недоросль (человек, не достигший возраста военной службы).
Смысл имени лежит прежде всего в историческом контексте. В XVIII веке недорослями называли дворянских детей, не достигших 16 лет. Также Митрофана можно назвать недорослем из-за того, что он «не дорос» до военной службы по возрасту и в силу своих умственных способностей. Персонаж избалован, глуп, капризен и эгоистичен, он не способен на любовь даже к собственной матери, которая пылинки с него сдувает. В романтических отношениях Митрофанушка ищет выгоду. Таким Митрофан стал в результате неправильного воспитания. Его мать, Простакова, слишком опекала и баловала сына, а также показывала ему отрицательный пример своим отношением к крепостным. С детства видя, как мать раздаёт «по пяти пощёчин на день», Митрофан вырос недорослем, а Простакова получила «злонравия достойные плоды».
Митрофан не хочет учиться и посещает уроки только из-за моды на образованность. Но его учителя не являются положительными персонажами, с которых можно и нужно брать пример, наоборот, их даже учителями назвать сложно, кроме Цыфиркина, в котором прослеживаются положительные черты. Что же касается Кутейкина и Вральмана, то это люди, позорящие профессию учителя, особенно последний, даже не пытающийся учить Митрофанушку. Они дают знания не во благо, а в качестве заработка на таких, как Митрофан. 